# Attaque de la station balnéaire de Zakho
L'attaque de la station balnéaire de Zakho est survenue le 20 juillet 2022 lorsque la station touristique de Barakh, dans le district de Zakho (en), dans la région du Kurdistan, en Irak, a été bombardée de quatre ou cinq tirs d'artillerie. On ne sait pas encore qui a mené l'attaque,. Les autorités irakiennes et kurdes affirment que les forces armées turques sont à l'origine de l'attaque, tandis que le gouvernement turc a nié cela et a soupçonné que des groupes terroristes en étaient responsables,. L'attaque a tué au moins neuf civils, dont deux enfants,, et a blessé au moins 23 autres personnes. Toutes les victimes étaient des touristes arabes irakiens.

## Conséquences
Le gouvernement irakien et les Nations unies ont tous deux dénoncé l'attaque et ordonné une enquête sur ce qui s'était passé,.
La région autonome kurde et les autorités fédérales, dont le Premier ministre irakien Moustafa al-Kazimi, ont imputé la responsabilité aux forces armées turques. Le gouvernement a chargé le ministre de l'Extérieur de convoquer l'envoyé turc en Irak et d'exiger que son homologue irakien en Turquie vienne à Bagdad pour consultation. La Turquie a nié la responsabilité de l'attaque et a plutôt suspecté des groupes terroristes d'être responsables, proposant d'ouvrir une enquête collaborative sur l'incident.
Les bureaux consulaires turcs délivrant des visas ont été fermés par des manifestations à Nadjaf ainsi qu'à Kerbala, et l'ambassade de Turquie à Bagdad a été assiégée.

## Réactions
La Mission d'assistance des Nations Unies pour l'Irak (en) (MANUI) a condamné les tirs d'artillerie meurtriers, déclarant : "En vertu du droit international, les attaques ne doivent pas être dirigées contre la population civile. La MANUI appelle donc à une enquête approfondie pour déterminer les circonstances entourant l'attaque et souligne que la souveraineté et l'intégrité territoriale de la République d'Irak doivent être respectées à tout moment."
Ned Price (en), porte-parole du département d'État américain, a condamné l'attaque, déclarant que "le meurtre de civils est inacceptable et que tous les États doivent respecter leurs obligations en vertu du droit international, y compris la protection des civils",.
Le ministère britannique des Affaires étrangères et du Commonwealth (FCO) a condamné l'attentat à la bombe, déclarant que "le Royaume-Uni est profondément préoccupé par les informations faisant état de victimes civiles à la suite d'une attaque dans la région de Zakho à Dohuk le 20 juillet", a ajouté le FCO. "Nous exprimons nos plus sincères condoléances aux personnes touchées et notre soutien aux autorités irakiennes dans leur enquête", notant que le Royaume-Uni "déplore les pertes en vies humaines et continuera à soutenir la stabilité de l'Irak, y compris la région du Kurdistan d'Irak".
Le ministère égyptien des Affaires étrangères a déclaré dans un communiqué reçu par l'agence de presse irakienne (INA), que "la République arabe d'Egypte présente ses sincères condoléances à l'Irak frère pour les victimes de l'attaque brutale qui a visé une station touristique dans le gouvernorat de Dohuk au Kurdistan irakien, qui a fait plusieurs morts et blessés parmi les civils irakiens."
Le porte-parole du ministère iranien des Affaires étrangères, Nasser Kanaani, a condamné le "bombardement de la ville irakienne de Zakho, qui a fait des morts et des blessés parmi les citoyens".
Le porte-parole de la Ligue arabe a souligné que "la Ligue arabe soutient l'Irak dans le rejet et la condamnation des attaques turques, et qu'elle condamne tout empiètement ou violation de la souveraineté de l'un des pays arabes".
L'ambassadeur du Canada en Irak, Gregory Galligan, a déclaré, dans une déclaration reçue par l'agence de presse irakienne (INA) : "Je voudrais transmettre mes condoléances à toutes les familles et amis des morts et des blessés dans l'attentat d'aujourd'hui à Zakho, en Irak".
Une déclaration du ministère allemand des Affaires étrangères, reçue par l'agence de presse irakienne (INA), a déclaré que "l'Allemagne condamne le bombardement turc de sites civils à Zakho, dans le nord de l'Irak, qui a tué un certain nombre de civils sans défense".
Un communiqué du ministère koweïtien des Affaires étrangères a déclaré que "cette attaque représente une violation flagrante de la souveraineté de l'Irak frère". et au droit international, à la Charte des Nations unies et aux normes et conventions internationales, affirmant "la solidarité du Koweït avec l'Irak frère et son soutien dans toutes les mesures qu'il prend pour préserver sa sécurité, sa stabilité et sa souveraineté".
Le ministère saoudien des Affaires étrangères a exprimé "la condamnation et la dénonciation par le Royaume d'Arabie saoudite de l'attaque contre l'Irak frère, qui visait le gouvernorat de Dohuk dans le nord de l'Irak".
Le Premier ministre Moustafa al-Kazimi a présidé une réunion d'urgence avec le Conseil de sécurité nationale dans le but de déposer une plainte auprès des Nations unies, ainsi que de convoquer l'ambassadeur de Turquie,.